# NGC 1203/1
NGC 1203/1 је елиптична галаксија у сазвежђу Еридан која се налази на NGC листи објеката дубоког неба.
Деклинација објекта је - 14° 22' 51" а ректасцензија 3h 5m 14,0s. Привидна величина (магнитуда) објекта NGC 1203 износи 13,8 а фотографска магнитуда 14,8. NGC 12031 је још познат и под ознакама MCG -3-8-70, PGC 11603.